# NGC 7724
NGC 7724 је спирална галаксија у сазвежђу Водолија која се налази на NGC листи објеката дубоког неба.
Деклинација објекта је - 12° 13' 27" а ректасцензија 23h 39m 7,0s. Привидна величина (магнитуда) објекта NGC 7724 износи 13,5 а фотографска магнитуда 14,3. NGC 7724 је још познат и под ознакама MCG -2-60-6, PGC 72015.